# Bathippus morsitans
Bathippus morsitans es una especie de araña saltarina del género Bathippus, familia Salticidae. Fue descrita científicamente por Pocock en 1897.

## Distribución
Habita en Borneo.